# Hercegovački ustanak 1875.
Hercegovački ustanak je bio ustanak Hrvata protiv osmanske vladavine 1875. godine.

## Povijest
Hercegovački su Hrvati bili izlagani pritscima. Od 1852. godine Osmanlije su pokušavale graditi u Neumu, što je Habsburška Monarhija oštro sprječavala, a zauzvrat ni Turska nije dopuštala odgovarajuće popravke francuske ceste preko neumskoga područja. Od tih vremena stalno se pogoršavao položaj Hrvata u Hercegovini. Situacija je pogodovala podizanju tenzija i ustanku. Ruska priprava za rat s Turskom 1874. godine pogodovala je ustanku. Uskoro je Austro-Ugarska poduzela prve mjere. Car i kralj Franjo Josip I. među ostalim putovao je uz hercegovačku granicu. Putovanja su bila da bi kršćansku raju uzduž granice potakao na pobunu protiv Turaka. Već proljeća 1875. počela su prva jasna govorkanja o pobuni po hercegovačkim selima. Odluka o dizanju općeg ustanka donesena je na sastancima lokalnih hrvatskih i srpskih prvaka. Hrvatska je pobuna izbila 19. lipnja, a srpska dvadesetak dana poslije.
Pritisnuti nevoljama, Hrvati donje Hercegovine digli su ustanak. Izbio je 19. lipnja 1875. godine. U Neumu je turske "kordune" razoružao Ivan (Iviša) Konjevod, a za njim se odmetnulo mnogo Neumljana i drugih seljana. Pod pritiskom drugih europskih država Austro-Ugarska je dopustila iskrcavanje turskih vojnih trupa u Kleku na svom teritoriju na vrhu neumskog poluotoka. Neumsko je područje postalo jedno od većih žarišta sukoba. Dana 4. kolovoza iskrcalo se oko 1000 dobro naoružanih i opremljenih regularnih turskih vojnika. Oko Velike Gospe prema njima su pošle vojne postrojbe iz unutrašnjosti koje su putem rušile, pljačkale i palile. Opustošile su područje od Hrasna do Neuma. Dopisnik engleskoga The Timesa, Amerikanac William James Stillman, je izvijestio s putovanja cestom kroz neumsko područje o spaljenoj svakoj kući pokraj puta. Hrvatski ustanici uspješno su omeli dovoz svježih turskih snaga. Ističu se bitke u Vranjevu Selu, Klepovici, Prapratnici i na Kolojanju. Jedni od vođa ustanka bili su potkomandir serdar Lazar Previšić, fra Stjepan Krešić i fra Bono Sarić.
Stoljeća nasilja i podređenosti Osmanlijama protekla su, sve do lipnja 1875. godine kad je izbio pod vodstvom don Ivana Musića izbio u Hercegovini ustanak kršćanskog stanovništva protiv osmanske vlasti. Razgovaravši s austrijskim diplomatima tražio je „da doljnja Hercegovina pane pod Austriju“.
Novu dimenziju ustanak dobio je kad su mu se pridružili i srpski seljaci. Poslije toga proširio se na veći dio najzapadnijih pokrajina Carstva, postao europski problem i osnovana je posebna komisija od predstavnika europskih vlada koja je trebala istražiti uzroke ustanka.
Vojvoda Musić je otputovao u Beč i izborio poseban status donje Hercegovine. Postala je gotovo pa slobodni teritorij. Vojvodina Donja Hercegovina je kao praktično slobodna zemlja dočekala zaposjedanje BiH nakon Berlinskoga kongresa 1878. godine. Musićeve snage tada su odigrale važnu ulogu prigodom oslobađanja Stoca i Trebinja.
Kriza je riješena odlukama Berlinskog kongresa. Austro-Ugarska vojska ljeta 1878. godine umarširala je u BiH, gdje su naišli na otpor, osobito kod Stoca.

## Vanjske poveznice
- Putovima Hercegovačkog ustanka 1875. – 1878.: kuća serdara Kukice iz Cicrine, Trebinja, Fondacija Ruđer Bošković Donja Hercegovina, 1. kolovoza 2004.